# Nomada bouceki
Nomada bouceki är en biart som beskrevs av Kocourek 1985. Nomada bouceki ingår i släktet gökbin, och familjen långtungebin. Inga underarter finns listade i Catalogue of Life.